# Timothy Weah
Timothy Tarpeh Weah (New York, 2000. február 22. –) amerikai válogatott labdarúgó, a Juventus csatárja.
Az aranylabdás George Weah fia.

## Pályafutása

### Klubcsapatban
Timothy Weah New Yorkban született, pályafutását pedig a floridai West Pines Unitednél kezdte. Ezt követően New Yorkba, a nagybátyja tulajdonában lévő Blau-Weiss Gottschee csapatában folytatta, innen került három év elteltével, 2013-ban a New York Red Bullshoz.
Tizenhárom éves korában a Chelsea szerződtette volna. Weah 2014-ben a francia Paris Saint-Germain akadémiájának tagja lett. A klub utánpótláscsapatában első mérkőzésén mesterhármast ért el a bolgár Ludogorec Razgrad ellen 8-1-re megnyert találkozón az UEFA Ifjúsági Ligában.
2017. július 3-án Weah profi szerződést írt alá a Paris Saint-Germainhez, így 2020 nyaráig elkötelezve magát ahhoz a klubhoz, ahol apja az 1990-es években játszott. A szezon nagy részében a negyedosztálynak megfelelő Championnat National 2-ben, illetve az UEFA Ifjúsági Ligában játszott.
2018. március 3-án a Troyes elleni bajnokin bemutatkozott a párizsiak első csapatában is, miután Unai Emery a 79.percben becserélte a 2-0-ra megnyert találkozón, 8312 nappal azt követően, hogy apja utolsó mérkőzését játszotta a Paris Saint-Germainben.
2019. január 7-én kölcsönbe került 6 hónapra a skót Celtic csapatához. Január 19-én mutatkozott be a kupában az Airdrieonians ellen, a 69. percben Scott Sinclair cseréjeként, majd a 83. percben megszerezte első gólját. Négy nappal később a bajnokságban a St. Mirren ellen mutatkozott be, ezen a mérkőzésen is gólt szerzett.
2023. július 1-jén 12 millió euróért szerződtette a Juventus és 2028. június 30-ig írt alá.

### A válogatottban
Az amerikai mellett francia és libériai állampolgársággal is rendelkező Weah úgy döntött, hogy utánpótlás szinten az Egyesült Államokat képviseli. 2017-ben részt vett az U17-es CONCACAF-bajnokságon. Az amerikai csapat a döntőben Mexikó ellen maradt alul hosszabbítást követően. 2018. március 27-én bemutatkozott a felnőtt válogatottban a Paraguay elleni barátságos mérkőzésen, a 86. percben lépett pályára Marky Delgado cseréjeként. Május 28-án Bolívia ellen megszerezte első válogatott gólját a felnőtt csapatban, ezzel a 4. legfiatalabb góllövő lett.

## Családja
Weah 2000. február 22-én született New Yorkban, az aranylabdás George Weah harmadik gyermekeként. Két testvére van, George és Tita. Fiatal éveit Brooklynban, New Yorkban, valamint Pembroke Pinesban töltötte. Folyékonyan beszél angolul és franciául.

## Statisztika

### Klubcsapatokban
Legutóbb 2023. június 3-án lett frissítve.
| Klub                   | Szezon   | Bajnokság        | Bajnokság | Bajnokság | Kupa  | Kupa  | Nemzetközi | Nemzetközi | Egyéb | Egyéb | Összesen | Összesen |
| Klub                   | Szezon   | Bajnokság        | Mérk.     | Gólok     | Mérk. | Gólok | Mérk.      | Gólok      | Mérk. | Gólok | Mérk.    | Gólok    |
| ---------------------- | -------- | ---------------- | --------- | --------- | ----- | ----- | ---------- | ---------- | ----- | ----- | -------- | -------- |
| Paris Saint-Germain II | 2017–18  | CFA              | 12        | 2         | –     | –     | –          | –          | –     | –     | 12       | 2        |
| Paris Saint-Germain II | 2018–19  | CFA              | 3         | 2         | –     | –     | –          | –          | –     | –     | 3        | 2        |
| Paris Saint-Germain II | Összesen | Összesen         | 15        | 4         | 0     | 0     | 0          | 0          | 0     | 0     | 15       | 4        |
| Paris Saint-Germain    | 2017–18  | Ligue 1          | 3         | 0         | –     | –     | –          | –          | –     | –     | 3        | 0        |
| Paris Saint-Germain    | 2018–19  | Ligue 1          | 2         | 1         | –     | –     | –          | –          | 1     | 1     | 3        | 2        |
| Paris Saint-Germain    | Összesen | Összesen         | 5         | 1         | 0     | 0     | 0          | 0          | 1     | 1     | 6        | 2        |
| Celtic (kölcsönben)    | 2018–19  | Skót Premiership | 13        | 3         | 3     | 1     | 1          | 0          | –     | –     | 17       | 4        |
| Lille                  | 2019–20  | Ligue 1          | 3         | 0         | 0     | 0     | 0          | 0          | –     | –     | 3        | 0        |
| Lille                  | 2020–21  | Ligue 1          | 28        | 3         | 3     | 0     | 6          | 2          | –     | –     | 37       | 5        |
| Lille                  | 2021–22  | Ligue 1          | 29        | 3         | 0     | 0     | 5          | 0          | 1     | 0     | 35       | 3        |
| Lille                  | 2022–23  | Ligue 1          | 29        | 0         | 3     | 0     | –          | –          | –     | –     | 32       | 0        |
| Lille                  | Összesen | Összesen         | 89        | 6         | 6     | 0     | 11         | 2          | 1     | 0     | 107      | 8        |
| Juventus               | 2023–24  | Serie A          | 0         | 0         | 0     | 0     | 0          | 0          | –     | –     | 0        | 0        |
| Juventus               | Összesen | Összesen         | 0         | 0         | 0     | 0     | 0          | 0          | 0     | 0     | 0        | 0        |
| Összesen               | Összesen | Összesen         | 123       | 14        | 9     | 1     | 12         | 2          | 2     | 1     | 146      | 18       |

1. 1 2  Pályára lépése a Francia szuperkupán.
2. 1 2  Pályára lépése az Európa-ligában.
3. ↑  Pályára lépése az UEFA-bajnokok ligájában.

### A válogatottban
| 2018     | 8  | 1 |
| 2020     | 2  | 0 |
| 2021     | 8  | 1 |
| 2022     | 11 | 2 |
| 2023     | 2  | 0 |
| Összesen | 31 | 4 |

#### Góljai a válogatottban
| # | Időpont            | Helyszín                                                 | Ellenfél | Gólok | Eredmény | Kiírás               |
| - | ------------------ | -------------------------------------------------------- | -------- | ----- | -------- | -------------------- |
| 1 | 2018. május 28.    | Talen Energy Stadion, Chester, Amerikai Egyesült Államok | Bolívia  | 3–0   | 3–0      | Barátságos mérkőzés  |
| 2 | 2021. november 16. | Independence Park, Kingston, Jamaica                     | Jamaica  | 1–0   | 1–1      | 2022-es VB-selejtező |
| 3 | 2022. június 1.    | TQL Stadion, Cincinnati, Amerikai Egyesült Államok       | Marokkó  | 2–0   | 3–0      | Barátságos mérkőzés  |
| 4 | 2022. november 21. | Ahmad bin Ali Stadion, Al-Rajján, Katar                  | Wales    | 1–0   | 1–1      | 2022-es VB           |

## Sikerei, díjai

### Klubcsapat
Paris Saint-Germain
- Ligue 1 – Bajnok (2): 2017–18, 2018–19
- Francia szuperkupa – Győztes (1): 2018

Celtic
- Skót Premiership – Bajnok (1): 2018–19
- Skót kupa – Győztes (1): 2018–19

Lille
- Ligue 1 – Bajnok (1): 2020–21
- Francia szuperkupa – Győztes (1): 2021

### Válogatott
USA U17
- U17-es CONCACAF-bajnokság  – Döntős: 2017

Amerikai válogatott
- CONCACAF Nemzetek ligája
  - Győztes (1): 2022–23